# FK Slovan Duslo Šaľa
Maillots
Le FK Slovan Duslo Sal'a est un club slovaque de football. Il est basé à Šaľa.

## Palmarès

### Football masculin
Néant

### Football féminin
- Championnat de Slovaquie
  - Champion : 2005, 2006, 2007 et 2008
- Coupe de Slovaquie
  - Vainqueur : 2010
  - Finaliste : 2009 et 2012